# Трикуспідальний клапан
Трикуспідальний клапан (лат. valvula tricuspidalis) чи тристулковий клапан — один із клапанів серця, що лежить між правим передсердям та правим шлуночком та регулює потік крові з правого передсердя серця в правий шлуночок. Трикуспідальний клапан складається з трьох стулок, до яких кріпляться сухожилкові струни, а до струн сосочкові м'язи.
Під час систоли клапан щільно замкнений.

## Патологія
- Стеноз трикуспідального клапана
- Недостатність трикуспідального клапана